# Kroatië op het Eurovisiesongfestival 2013

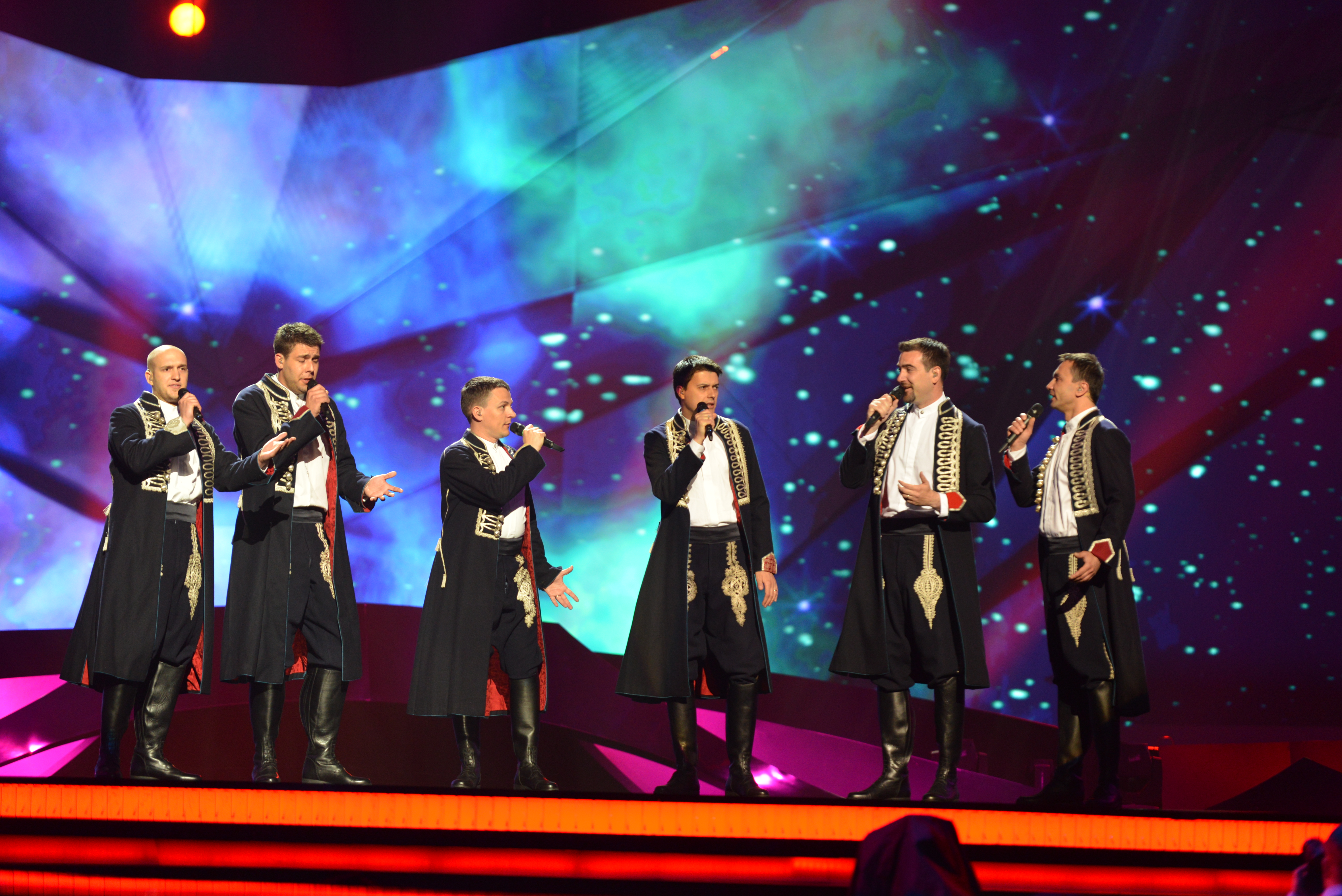
Kroatië op het songfestival 2013

Kroatië nam deel aan het Eurovisiesongfestival 2013 in Malmö, Zweden. Het was de 21ste deelname van het land op het Eurovisiesongfestival. De Kroatische afvaardiging Klapa s Mora strandde met het lied Mižerja in de halve finale.

## Selectieprocedure
Op 14 september 2012 maakte de Kroatische openbare omroep HRT bekend te zullen deelnemen aan de komende editie van het Eurovisiesongfestival. Op 26 november 2012 opende HRT de inschrijvingen. Opvallend: de omroep wou enkel nummers in klapastijl. Klapa is een traditionele Kroatische muziekstijl waarin a capella wordt gezongen, meestal door een groepje mannen. Geïnteresseerden kregen een maand de tijd om hun nummer in te zenden. Op 4 januari 2013 maakte HRT bekend 60 nummers te hebben ontvangen. Deze nummers werden geëvalueerd door een selectiecomité, bestaande uit Velimir Đuretić, Nikša Bratoš, Ante Pecotić, Vesna Karuza en Mojmir Čačija. Op 15 januari werd duidelijk dat de Kroatische inzending de titel Mižerja draagt. Een maand later, op 11 februari, maakte HRT de namen bekend van de leden van de groep die Kroatië zal vertegenwoordigen. De groep kreeg de naam Klapa s Mora.

## In Malmö
Kroatië werd ingedeeld in de eerste halve finale, op dinsdag 14 mei 2013. Kroatië trad als vierde aan, net na Slovenië en voor Denemarken. Het werd 13de, onvoldoende voor een finaleplaats.
1993 · 1994 · 1995 · 1996 · 1997 · 1998 · 1999 · 2000 · 2001 · 2002 · 2003 · 2004 · 2005 · 2006 · 2007 · 2008 · 2009 · 2010 · 2011 · 2012 · 2013 · 2014-2015 · 2016 · 2017 · 2018 · 2019 · 2020 · 2021 · 2022 · 2023 · 2024 · 2025
Albanië · Armenië · Azerbeidzjan · België · Bulgarije ·  Cyprus · Denemarken · Duitsland · Estland · Finland · Frankrijk · Georgië · Griekenland · Hongarije · Ierland · IJsland · Israël · Italië ·  Kroatië · Letland · Litouwen · Macedonië · Malta · Moldavië · Montenegro · Nederland · Noorwegen · Oekraïne · Oostenrijk · Roemenië · Rusland · San Marino · Servië · Slovenië · Spanje · Verenigd Koninkrijk · Wit-Rusland · Zweden · Zwitserland